# WINB
WINB (World InterNational Broadcasting) es una estación de radio de onda corta que transmite desde Red Lion, Pensilvania, Estados Unidos de América. La emisora fue fundada en 1962, y emite una programación religiosa.

## Frecuencias
- 0600 - 0800 UTC: 9.265 kHz
- 0800 - 1900 UTC: 13.570 kHz
- 1900 - 2400 UTC: 9.265 kHz

## Curiosidades
Cuando la emisora fue fundada, la sigla de identificación de ésta tenía un significado diferente: World In Need of a Bible ("El Mundo Necesita a la Biblia") 